# Fengjian
Fēngjiàn (en chino: 封建) fue una ideología política durante la última parte de la dinastía Zhou de la China antigua, con una estructura social que formaba un sistema descentralizado de gobierno basado en cuatro oficios o «categorías de persona». 
Los reyes Zhou enfeudaban a sus guerreros y parientes, creando grandes dominios de tierra. El sistema Fengjian que crearon asignaba una región o porción de terreno a una persona, estableciéndolo el gobernante de la región. Estos gobernantes en ocasiones se rebelaron contra los reyes Zhou, y se independizaron en sus propios reinos, terminando así con el poder centralizado de la dinastía. Como resultado, la historia de China desde la dinastía Zhou (1046 a. C.–256 a. C.) hasta la dinastía Qin ha sido calificada por muchos historiadores chinos como periodo feudal, debido a la costumbre de enfeudamiento de tierras similar a la europea. Sin embargo, se ha argumentado que el Fengjian carece por otra parte de algunos aspectos fundamentales del feudalismo. Se suele relacionar con el confucianismo aunque también con el legalismo.
Cada estado era independiente y tenía sus propios impuestos y sistemas legales aunque una moneda única. A los nobles se les requería pagar tributos regularmente al rey y aportarle soldados en tiempos de guerra. Esta estructura jugó un papel importante en la estructura política de los zhou occidentales, que fueron expandiendo sus territorios hacia el este. Al mismo tiempo, esto resultó en un aumento de poder de los nobles, que combatieron entre ellos por poder, llevando a la disminución de la autoridad de los reyes Zhou, lo que finalmente llevó a su caída.

## Cuatro oficios
Los cuatro oficios eran los shì (士), la clase de eruditos o caballeros, principalmente provenientes de la baja aristocracia, los gōng (工), que eran los artesanos del reino y que, como los granjeros, producían bienes básicos que necesitaban ellos mismos y el resto de la sociedad, los nóng (农/農), que eran los granjeros y campesinos que cultivaban la tierra para producir comida, fundamental para la gente y para los tributos al rey, y los shāng (商) que eran los mercaderes y comerciantes del reino.
La Zongfa (宗法, ley de clan), que se aplicaba a todas las clases sociales, gobernaba la primogenitura del rango y la herencia de los otros hermanos. El hijo mayor del matrimoniio heredaría el título y mantendría el mismo rango en el sistema. A los otros hijos del matrimonio, de concubinas, y amantes se les daría títulos un rango inferior al de su padre. Con el paso del tiempo, sin embargo, todos los términos perdieron su significado original. Zhuhou (诸侯), Dafu (大夫), y Shi (士) se volvieron sinónimos de funcionario de la corte.
Los cuatro oficios del sistema Fēngjiàn diferían respecto a los del feudalismo europeo en que la gente no nacía en clases específicas, de forma que, por ejemplo, un hijo de un artesano gong podía convertirse en un miembro de la clase mercante shang, y así sucesivamente.
El tamaño del ejército y los dominios que podía dirigir un noble varón estaba determinado por su rango de nobleza, que de más alto a más bajo podía ser:
1. duque - gōng 公(爵)
2. marqués - hóu 侯(爵)
3. conde - bó 伯(爵)
4. vizconde - zǐ 子(爵)
5. barón - nán 男(爵)

Mientras que durante la dinastía Han, un noble con el nombre de un lugar en su título realmente gobernaba ese lugar, en tiempos posteriores solo fue nominal. Cualquier miembro masculino de la nobleza o la alta burguesía puede denominarse gongzi (公子 gōng zǐ) (o wangzi (王子 wáng zǐ) si es hijo de un rey).

## Sistema de campo «pozo»

Los bordes marrones entre las granjas tienen la forma del carácter para pozo (井)

El sistema de campo «pozo» (en chino, 井田制度; pinyin, jǐngtián zhìdù) fue un método chino de distribución de tierras que existió entre el siglo IX a. C. (dinastía Zhou occidental tardía) y aproximadamente el final del período de los reinos combatientes. Su nombre viene del sinograma 井 (jǐng), que significa «pozo» y que tiene la forma del símbolo #; este carácter representa la apariencia teórica de una división de tierras: un área cuadrada de tierra se dividía en nueve secciones del mismo tamaño; las ocho secciones exteriores (私田; sītián) las cultivaban los siervos de forma privada, y la sección central (公田; gōngtián) se cultivaba comunalmente para la aristocracia terrateniente.
Aunque que todos los campos pertenecían a los aristócratas, los campos privados eran gestionados exclusivamente por los siervos y su producción era enteramente de los granjeros. Solo era la producción de los campos comunales, que trabajaban las ocho familias, la que iba para los aristócratas y la que, en su caso, podía ir al rey como tributo.
Como parte del sistema feudal fēngjiàn, el sistema de campo «pozo» se volvió tenso durante el Periodo de las Primaveras y Otoños al tiempo que se debilitaban los lazos de parentesco entre los aristócratas. Cuando el sistema se volvió económicamente insostenible durante el periodo de los reinos combatientes, fue reemplazado por un sistema de posesión privada de las tierras. Fue suspendido en el estado de Qin por Shang Yang y los demás estados pronto tomaron su ejemplo.
Como parte de las reformas de Wang Mang durante la breve dinastía Xin, el sistema se restauró temporalmente y se renombró como los campos del rey (王田; wángtián). Esta práctica fue más o menos terminada por la dinastía Song, aunque eruditos como Chang Tsai y Su Xun eran entusiastas acerca de su restauración y hablaron sobre ella como una admiración tal vez simplista, invocando las frecuentas alabanzas del sistema de Mencio.

## Feudalismo y marxismo chino
Los historiadores marxistas en China han descrito la sociedad china antigua como ampliamente feudal. El Fengjian es particularmente importante en la interpretación historiográfica marxista de la historia china, de una sociedad esclavista a una sociedad feudal. El primero en proponer el uso de este término para la socieda china fue el historiador marxista, y uno de los principales escritores de la China del siglo XX, Guo Moruo en la década de 1930. La visión de Guo Moruo dominó la interpretación oficial de los registros históricos, de acuerdo a los cuales el sistema político durante la dinastía Zhou se puede ver como feudal en muchos aspectos y es comparable con el sistema feudal en Europa. Guo Moruo basó su aplicación del término en dos asunciones:
La primera asunción estaba basada en el feudalismo como una forma de organización social que surge bajo ciertas circunstancias, principalmente el deterioro de una forma centralizada de gobierno que se reemplaza por un sistema de estados feudales independientes con solo lealtad y deberes mínimos con un gobernante central. Se supone que esta situación se dio en China tras el declive de la dinastía Shang y la conquista de sus territorios por el clan Zhou. Una de las razones para cambio a los estados feudales podría ser la introducción de la tecnología del hierro.
La segunda asunción para la clasificación de los Zhou como feudales por Guo Moruo fue la similitud de los elementos esenciales del feudalismo que incluye la entrega de tierras en forma de «feudos» a la burguesía convertida en nobleza, como en el caso del feudalismo europeo. En ese caso, los feudos los entregaban los señores o gobernantes de los caballeros, que eran considerados los vasallos, y que a cambio prometían lealtad al señor y prestaban apoyo militar en periodos de guerra. En China, en lugar de un salario a cada noble se le asignaban tierras junto con la gente que vivía en ellas y se le daba parte de la producción como impuestos. Estos feudos se entregaban en elaboradas ceremonias en la dinastía Zhou occidental, en la que las tierras, título y rango se entregaban en ceremonias simbólicas formales increíblemente lujosas que eran comparables a las ceremonias de Europa en las los vasallos tomaban el juramento de lealtad y fidelidad cuando se les entregaban las tierras. Estas ceremonias en periodo Zhou se conmemoraban en inscripciones en vasijas de bronce, muchas de las cuales datan de la dinastía Zhou temprana. Algunas inscripciones en vasijas de bronce también confirman que estas relaciones feudales involucraban actividad militar.

### Comparaciones
En la sociedad feudal Zhou, la relación estaba basada en el parentesco y la naturaleza contractual no era precisa mientras que en el modelo europeo, el señor y el vasallo tenían obligaciones y deberes mutuos específicos. El feudalismo medieval europeo utilizó el concepto clásico de «señor noble» mientras que, en las fases media y tardía de la sociedad feudal china, se daba el sistema de terratenientes. En Europa, los señoríos feudales eran hereditarios e irrevocables y pasaban de generación en generación, mientras que los señoríos zhou no eran hereditarios, requerían renombramiento y podían ser revocados. El siervo medieval estaba ligado a la tierra y no podía dejarla o disponer de ella, mientras que el campesino zhou era libre de irse o, si tenía los medios suficientes, de comprar la tierra en pequeñas parcelas. Además, en Europa, el feudalismo se consideraba parte de un sistema económico en el que los señores estaban en lo más alto de la estructura, seguidos por los vasallos y finalmente por los campesinos que estaban ligados a la tierra y eran responsables de la producción.
Bajo el gobierno zhou, el sistema feudal no era responsable de la economía. Además, de acuerdo con China-A New history de John K. Fairbank y Merle Goldman, también existían diferencias entre las clases mercantes de ambos sistemas. En la Europa feudal, la clase mercante tuvo un claro desarrollo en ciudades, lejos de los feudos y pueblos. Las ciudades europeas podían crecer fuera del sistema feudal en lugar de estar integradas en él ya que los aristócratas estaban asentados en los feudos. Así, las ciudades eran independientes de la influencia de los señores feudales y estaban únicamente bajo la autoridad del rey. En China, estas condiciones no se daban, y el rey y sus oficiales dependían en gran medida de la burguesía terrateniente. Así, no había ningún poder político que fomentara el crecimiento de la clase mercante de forma independiente. Las ciudades y los pueblos eran un sistema integrado y los mercaderes permanecían bajo el control de la nobleza en lugar de establecer un comercio y economía independientes.
A pesar de las similitudes de la sociedad agraria dominada por señores feudales en ambas sociedades, la aplicación del término «feudal» a la sociedad zhou occidental ha sido sujeto de un considerable debate debido a las diferencias entre los dos sistemas. El sistema feudal zhou ha sido calificado como «protoburocráctico» y la burocracia existió junto al feudalismo, mientras que en Europa la burocracia emergió como un contrasistema al orden feudal. Así, de acuerdo con algunos historiadores, el término feudalismo no se adecúa de forma exacta a la estructura política zhou pero esta se puede considerar análoga a la existente en la Europa medieval. De acuerdo a Terence J. Byres, «el feudalismo en China ya no representa una desviación de la norma basada en el feudalismo europeo, sino que es un caso clásico de feudalismo en sí mismo».

## Obras citadas
- The Prehistory and Early History of China – de J.A.G. Roberts
- China-A New history de John K. Fairbank y Merle Goldman
- Byres, Terence y Harbans Mukhia, (1985). Feudalism and non European societies. Stonebridge Press, Bristol. pp. 213, 218, ISBN 0-7146-3245-7
- Levenson, Schurmann, Joseph, Franz (1969). China-An Interpretive History: From the Beginnings to the Fall of Han. Londres: Regents of the University of California. pp. 34–36. ISBN 0-520-01440-5.
- Dirlik, Arif (1985). Feudalism and Non European Societies. Londres: Frank Cass and Co. limited. pp. 198, 199. ISBN 0-7146-3245-7
- Dynasties of China
- Administración Zhou en ChinaKnowledge.de
- Dinastía Zhou en ChinaKnowledge.de